# Stade de Port-Gentil
 (avril 2025).
Si vous disposez d'ouvrages ou d'articles de référence ou si vous connaissez des sites web de qualité traitant du thème abordé ici, merci de compléter l'article en donnant les références utiles à sa vérifiabilité et en les liant à la section « Notes et références ».
Le Stade de Port-Gentil est un stade de football du Gabon située à Port-Gentil d'une capacité de 20 000 places.

## Histoire
Le stade accueille plusieurs matchs lors de la Coupe d'Afrique des nations 2017 organisée au Gabon, notamment un match des quarts de finale, et la petite finale.

## Événements
- Coupe d'Afrique des nations 2017